# Topobea intricata
Topobea intricata är en tvåhjärtbladig växtart som beskrevs av Frank Almeda. Topobea intricata ingår i släktet Topobea och familjen Melastomataceae. Inga underarter finns listade i Catalogue of Life.